# Rodney Heath

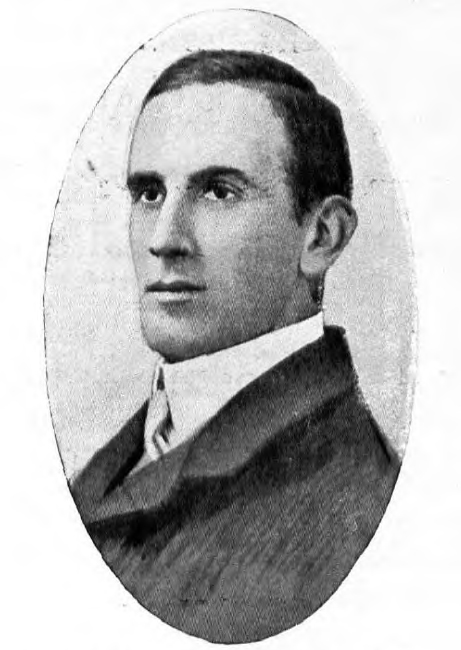
Rodney Heath

Rodney Wilfred Heath, född 15 juni 1884 i Melbourne, död 6 oktober 1936 var en australisk tennisspelare.
Rodney Heath är bekant som mästare i den allra första internationella Australasiatiska mästerskapsturneringen i tennis som spelades 1905 på gräsunderlag på Warehousemen's Cricket Club i Albert Park i Melbourne. I finalen besegrade Heath landsmannen, läkaren Arthur Curtis med siffrorna 4-6 6-3 6-4 6-4. Han upprepade sin seger 1910, då han i finalen besegrade 1907 års mästare, landsmannen Horace Rice (6-4 6-3 6-2).
Heath vann dubbeltiteln i mästerskapen två gånger. Den första dubbeltiteln vann han 1906 tillsammans med Anthony Wilding och den andra 1911 tillsammans med britten Randolph Lycett.
Heath deltog i det australasiatiska Davis Cup-laget 1912 och spelade tre matcher av vilka han vann två. Han deltog i det segrande laget i slutfinalen i 1911 års turnering (spelades i januari 1912) mot USA. Heath besegrade då William Larned med 2-6 6-1 7-5 6-2. Australasien vann mötet och därmed cupen med 4-0 i matcher.

## Grand Slam-titlar
- Australasiatiska mästerskapen
  - Singel - 1905, 1910
  - Dubbel - 1906, 1911